# Elecciones provinciales de Buenos Aires de 1918
El 3 de marzo de 1918, se realizaron las elecciones generales de la Provincia de Buenos Aires, las primeras elecciones libres celebradas en dicha provincia luego de su intervención federal por orden del gobierno de Hipólito Yrigoyen, que depuso al gobernador Marcelino Ugarte, del Partido Autonomista Nacional. El candidato de su partido, la Unión Cívica Radical, José Camilo Crotto, triunfó por amplio margen, obtenido más del 60% de los sufragios, y consiguió la mayoría absoluta en el Senado y la Cámara de Diputados provinciales.

## Resultados

### Gobernador
|  | 60,46 % |

|  | 42,11 % |

|  | 4,64 % |

|  | 0,37 % |

|  | 100 % |

### Legisladores
|  | 60,14 % |

|  | 35,33 % |

|  | 4,16 % |

|  | 0,37 % |

|  | 100 % |